# Segermès
Segermès était une cité d'Afrique proconsulaire, plus précisément de la province de Byzacène, sur le territoire de l'actuelle Tunisie. La cité a été identifiée au site de Henchir Harat. C'est aussi un siège titulaire de l'Église catholique.

## Localisation
Le site archéologique de Segermès est situé à 20 kilomètres au sud-est de Zaghouan et à 38 kilomètres au sud-ouest de Nabeul.

## Description du site et principaux édifices
La superficie du site est estimée à 30 hectares et comporte les éléments suivants :
- un forum ;
- deux édifices de thermes ;
- deux églises ;
- une nécropole ;
- des citernes.

## Siège titulaire
Il est la succession d'un ancien évêché dans la ville antique éponyme.

### Titulaires du siège épiscopal dans l'Antiquité
- Nicomède (mentionné en 255)
- Felix (mentionné en 411)
- Restitutus (donatiste mentionné en 411)
- Restutus (484)
- Felix (641)

### Titulaires du siège à l'époque contemporaine
- Luigi Rovigatti (it) (1966-1973)
- Jean Cadilhac (1973-1978)
- Renato Martino (1980-2003)
- Josef Clemens (en) (depuis 2003)